# 亚氯酸钡
亚氯酸钡是钡的亚氯酸盐，化学式 Ba(ClO
2)
2。

## 制备
亚氯酸钡可以由二氧化氯、氢氧化钡和过氧化氢反应而成：
{\displaystyle \mathrm {2\ ClO_{2}+Ba(OH)_{2}\cdot 8\ H_{2}O+H_{2}O_{2}\ \longrightarrow \ Ba(ClO_{2})_{2}+O_{2}+10\ H_{2}O} }

## 性质
亚氯酸钡是一种固体， 190 °C 时爆炸性分解。它的水合物 Ba(ClO2)2·3.5 H2O是单斜晶系的，空间群 C2/c (No. 15)。

## 用处
亚氯酸钡可以用来制备亚氯酸和亚氯酸钠。